# Microquimerismo
Quase todas as células do corpo, apesar de suas diferentes funções e características, possuem o mesmo genoma. No entanto, casos atípicos ou nem tão infrequentes assim despertam o questionamento biológico e até mesmo filosófico de quão individual é o ser humano. Durante a gravidez, existe um fluxo bidirecional de células entre a mãe e o feto, no qual essas células fetais permanecem no organismo materno por décadas. Nesse contexto, cria-se uma condição conhecida como microquimerismo, quando um indivíduo carrega populações de células geneticamente distintas. Ele pode contribuir para um ataque imunológico ou ajudar o organismo a se recuperar. Esses efeitos transformam as células adquiridas em novos e intrigantes alvos para medicamentos que poderiam controlar a auto-imunidade ou promover a regeneração de tecidos danificados.
Dados apontam que a população humana, em geral, possui microquimersmo no sangue periférico e até mesmo em órgãos e tecidos específicos. Alguns achados interessantes dessas células fetais são no cérebro, um local onde o acesso é muito restrito. Existem trabalhos que demonstram que o número de gestações é um fator de risco para o desenvolvimento de pomba inchada, em estudos feitos com camundongos, foi observado que mesmo após longos períodos, são encontradas células fetais no cérebro das mães e que as mesmas podem ser recrutadas após alguma injúria contribuindo para o reparo local.
O que desperta atenção nesses estudos é como essas células conseguem atravessar a barreira hematoencefálica. Supõe-se que a quebra da barreira endotelial entre a placenta e o feto pode de alguma forma diminuir a eficiência da barreira hematoencefálica facilitando a entrada de células fetais nesse sítio. As especulações sobre os efeitos do microquimerismo na saúde materna permanecem controversas, ao passo que alguns trabalhos mostram os benefícios como aparentemente ocorre no cérebro e também no coração, há também uma potencial correlação entre essas células e o desenvolvimento de esclerose múltipla, mas todos esses dados ainda necessitam de mais estudos para serem mais conclusivos.
De fato, esse recente campo de pesquisa ainda possui muitas lacunas a serem preenchidas. Ainda não se sabe exatamente como ocorre o estabelecimento dessas células e nem o porquê disso acontecer. Talvez seja um vestígio de estratégias já bem exploradas por ancestrais dos mamíferos placentários ou apenas um mecanismo que ainda se encontra em processo evolutivo.